# 삼계초등학교 (전북)
삼계초등학교는 대한민국 전북특별자치도 임실군 삼계면 삼계리에 있는 공립 초등학교이다.

## 학교 연혁
- 1919년 10월 10일 삼계사립보통학교 개교
- 1922년 4월 1일 삼계공립보통학교 개칭
- 1938년 4월 1일 삼계공립심상소학교로 개칭[1]
- 1941년 4월 1일 삼계공립국민학교 개칭[2]
- 1981년 3월 1일 병설유치원 개원
- 1988년 3월 1일 삼계동국민학교 분교 격하 병합
- 1993년 2월 18일 세심분교장 폐교 통합
- 1997년 2월 28일 삼계동분교장 폐교 통합
- 2017년 9월 1일 제29대 유혜영 교장 부임
- 2019년 2월 1일 제95회 졸업 6명(총 5,508명 졸업)
- 2020년 2월 13일 제96회 졸업 6명(총 5,514명 졸업)

## 참고 자료
- 삼계초등학교 - 한국교육학술정보원 학교알리미